# Rejon tunkiński

Rejon tunkiński (ros. Тункинский район) – rejon w rosyjskiej Buriacji, obejmujący dolinę rzeki Irkut, z centrum w Kyrenie.
Na terenie rejonu znajduje się m.in. miejscowość wypoczynkowa Arszan.
Cały teren rejonu zajęty jest przez Tunkiński Park Narodowy.